# Physical Review C
Physical Review C: Nuclear Physics is een internationaal, aan collegiale toetsing onderworpen wetenschappelijk tijdschrift op het gebied van de kernfysica. De naam wordt in literatuurverwijzingen meestal afgekort tot Phys. Rev. C Nucl. Phys. Het verschijnt maandelijks.
Het eerste nummer verscheen in 1970 en als een afsplitsing van Physical Review.